# Draževac (Obrenovac)
Pour les articles homonymes, voir Draževac.

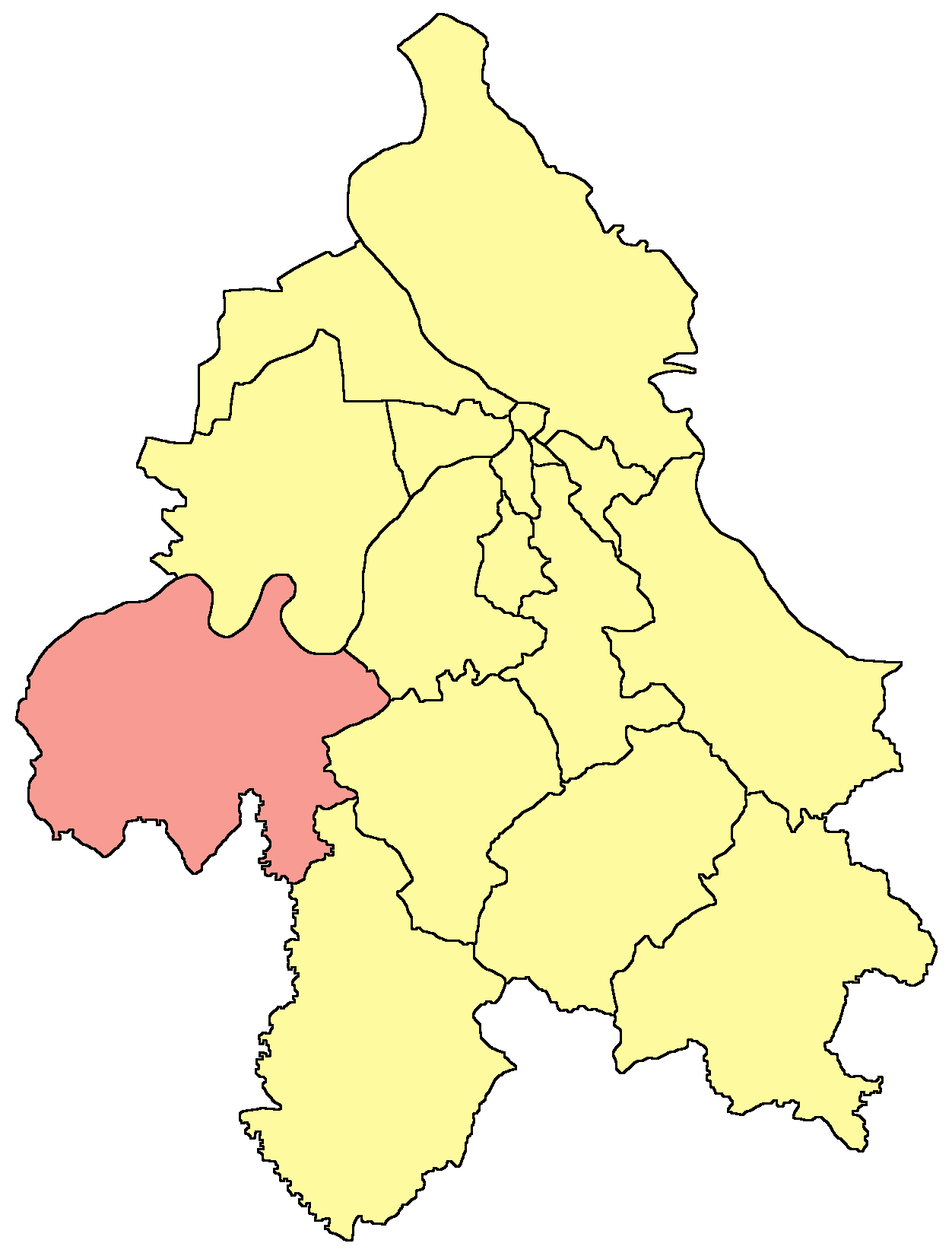
Localisation de la municipalité d'Obrenovac dans la Ville de Belgrade

Draževac (en serbe cyrillique : Дражевац) est une localité de Serbie située dans la municipalité d’Obrenovac et sur le territoire de la ville de Belgrade. Au recensement de 2011, elle comptait 1 417 habitants.
Draževac est officiellement classé parmi les villages de Serbie.

## Démographie

### Évolution historique de la population
| 1948  | 1953  | 1961  | 1971  | 1981  | 1991  | 2002  | 2011  |
| ----- | ----- | ----- | ----- | ----- | ----- | ----- | ----- |
| 1 873 | 1 934 | 1 793 | 1 677 | 1 645 | 1 573 | 1 536 | 1 417 |

|  |